# Proxima (film)
Proxima je francouzské filmové drama režisérky Alice Winocourové. Hlavní roli astronautky Sarah, která se připravuje na roční pobyt na Mezinárodní vesmírné stanici, v něm ztvárnila Eva Greenová. Jejího bývalého manžela a otce její osmileté dcery Stelly (Zélie Boulant) hraje Lars Eidinger. Toho navrhla sama Greenová, která jej považuje za jednoho z vůbec nejlepších herců. Kolegu odmítajícího její schopnosti astronautky ztvárnil Matt Dillon. Sandra Hüllerová hraje psycholožku Wendy, která připravuje Sarah a její dceru na odloučení. Natáčelo se mimo jiné ve skutečném výcvikovém středisku astronautů. Hudbu pro film složil Rjúiči Sakamoto. Greenová byla za svou roli nominována na Césara pro nejlepší herečku. Snímek měl premiéru v září 2019 na Mezinárodním filmovém festivalu v Torontu. Do francouzských kin byl uveden v listopadu 2019. V českých kinech byl promítán od 30. července 2020.